# كالوم قاي
كالوم قاي (25 نوفمبر 1996 بنوتنغهام في المملكة المتحدة - ) (بالإنجليزية: Callum Guy) هو لاعب كرة قدم بريطاني في مركز الوسط.

## وصلات خارجية
- كالوم قاي على موقع قاعدة بيانات كرة القدم.إي يو (الإنجليزية)